# 小行星5926
小行星5926（英語：5926 Schonfeld）是一颗围绕太阳公转的小行星。1929年8月4日，馬克斯·沃夫在海德堡发现了此天体。
这颗小行星的绝对星等为184.11538等。